# 社会主义年鉴
《社会主义年鉴》（英語：Socialist Register）是每年出版的社会主义期刊。它由拉尔夫·米利班德和John Saville于1964年创立。1962年佩里·安德森成为《新左派评论》的编辑之后，他们批评了《新左派评论》。米利·班德和萨维尔试图以《新理性主义者》的倾向带来一本杂志。
现在《社会主义年鉴》的出版社是每月评论出版社。 该杂志的名字参考了《政治年鉴》（Political Register），这是一本由激进记者威廉·科贝特创办的19世纪报纸。
其编辑包括Leo Panitch，Vivek Chibber等。